# Емулгатор
Емулгаторите са помощни вещества, спомагащи смесването на две трудно свързващи се течности да образуват равномерна, хомогенна смес. Добавят се, например, към хранителни продукти, с цел получаване на финодисперсионни и устойчиви колоидни системи. С тяхна помощ се създават емулсии масло във вода и вода в масло. Свързват се неограничено във вода, багрят се от водоразтворими багри и са електропроводими. Ролята на емулгатора е да улесни формирането на нова повърхност чрез намаляване на свободната повърхностна енергия и да осигури стабилност чрез адсорбционен слой на граничната повърхност. Действието на емулгаторите се определя от появата на гранични сили на повърхностния слой. Целта на емулгаторите (и на стабилизаторите) е стабилизиране на вече формирана хомогенна система или подобряване на степента на хомогенизиране на сместа.
В зависимост от механизма на действие емулгаторите биват:
- емулгатори, ориентиращи се на междуфазовата повърхност биват: йоногенни, нейоногенни, натурални и синтетични
- емулгатори, образуващи фини частици, които се адсорбират на повърхността на глобулите на дисперсната фаза. Ефективността им се определя от равномерното им разпределение на граничната повърхност.
- емулгатори, влияещи върху вискозитета на дисперсионната система – хидроколоиди – пектин, гума арабика и др. Те не представляват опасност за стомашночревния тракт.